# Madeline Gleason
Pour les articles homonymes, voir Gleason.
 (mars 2022).
Madeline Gleason (née le 26 janvier 1903 – morte en avril 1979) est une poète et dramaturge américaine. 
Elle est la fondatrice de la San Francisco Poetry Guild (Guilde des poètes de San Francisco) et, en avril 1947, elle organise le premier festival de poésie moderne à San Francisco (First Festival of Modern Poetry) à The Lucien Labaudt Art Gallery, avec l'aide de Kenneth Rexroth, Robert Duncan, William Everson, Jack Spicer et James Broughton, ouvrant ainsi la renaissance de San Francisco.